# Холлоуэй, Иан
И́ан Скотт Хо́ллоуэй  (англ. Ian Scott Holloway; род. 12 марта 1963, Бристоль) — английский футболист и футбольный тренер. Холлоуэй хорошо известен своими яркими эмоциональными интервью. Карьера Холлоуэя в качестве игрока длилась 18 лет (с 1981 по 1999 год). Начал и закончил свою карьеру Иан в клубе «Бристоль Роверс». Также он выступал за клубы «Уимблдон», «Брентфорд», «Торки Юнайтед» и «Куинз Парк Рейнджерс». Всего за свою карьеру полузащитника Холлоуэй сыграл 598 матчей и забил 49 мячей. Тренерскую карьеру Иан начал в «Бристоль Роверс» в 1996 году. Впоследствии тренировал клубы «Куинз Парк Рейнджерс», «Плимут Аргайл», «Лестер Сити», «Блэкпул», «Кристал Пэлас» и «Миллуолл».

## Карьера игрока
Карьера Холлоуэя началась в «Бристоль Роверс» в 1981. Обычно он играл на позиции правого полузащитника. Он считался одним из самых одарённых молодых футболистов Третьего дивизиона Англии (теперь Первая Футбольная лига Англии). После четырёх сезонов в Бристоле он был куплен «Уимблдоном» за £35 000.
В «Уимблдоне» Холлуэй долго не задержался. Менее чем за год он был перепродан «Брентфорду» за £25,000, который в 1987 году сдал его в аренду футбольному клубу «Торки Юнайтед». В августе 1987 Иан вернулся в «Бристоль Роверс» всего за £10 000.
Следующие 4 сезона в Бристоле были самыми удачными за всю карьеру Холлоуэя как игрока. За эти 4 года он стал ключевым игроком команды и пропустил только 5 игр. Когда тренер «Роверс» Герри Френсис в 1991 стал тренером «Куинз Парк Рейнджерс», он первым делом купил Холлоуэя за £230 000. В 1996 году Иан вернулся в Бристоль в качестве играющего тренера, где и закончил свою карьеру.

## Карьера тренера

### «Бристоль Роверс»
Первым клубом в тренерской карьере Холлоуэя стал борющийся за выживание «Бристоль Роверс». В первом сезоне он спас команду от вылета из Третьего дивизиона, заняв спасительное 17-е место, а уже следующий сезон Бристоль закончил 5-м, но потом проиграл в полуфинале плей-офф с общим счётом 3:4 клубу «Нортгемптон Таун». Потом последовали 13-е и 7-е место в сезонах 1998/99 и 1999/00.

### «Куинз Парк Рейнджерс»
В феврале 2001 Холлоуэй стал тренером КПР, где перед ним поставили задачу спасти команду от вылета. Иану это не удалось, его клуб занял предпоследнее место и впервые за 34 года опустился в Третий дивизион. Тем не менее Холлоуэй остался тренером «Рейнджерс» и в 2004 году вернул команду в Чемпионат Футбольной лиги Англии. В последующих сезонах КПР закрепились в качестве середняка Чемпионата.

### «Плимут Аргайл»
В 2006 году Холлоуэй стал тренером «Плимут Аргайл» и пообещал выйти с клубом в Премьер-лигу. 12 августа после гостевой победы над «Сандерлендом» со счётом 3:2 он пообещал купить выпивку каждому из 700 фанов, которые преодолели 800-километровую поездку в Сандерленд, чтобы поддержать родную команду. «Все, кто присутствовал в Сандерленде, напишите мне письмо. Я куплю вам выпить». Так Холлоуэй отпраздновал первую выездную победу в качестве тренера «Аграйл».

### «Лестер Сити»
Победив «Бристоль Сити» со счётом 2:0, Холлоуэй стал первым тренером «Лестера» за 50 лет, который умудрился[что?] выиграть свой первый матч в качества тренера «Лестера». Несмотря на хороший старт, сезон оказался провальным для «Лестера», и в итоге клуб опустился в Первую лигу.

### «Блэкпул»
21 мая 2009 Иан стал тренером «Блэкпула», с которым подписал 1-летний контракт. Свой первый матч Холлоуэй провёл 8 августа против КПР (1:1).
9 месяцев спустя «Блэкпул» финишировал на 6-м месте в Чемпионате и после победы в финале плей-офф, после 40-летнего перерыва, вышел в Премьер-лигу. Холлоуэй сказал, что это самое большое достижение в его жизни.
Летом Холлоуэй подписывает новый контракт с клубом. Перед стартом нового сезона футбольные специалисты предрекали «Блэкпулу» вялое прозябание на дне турнирной таблицы и максимум 10 очков на финише сезона. Тем не менее в первом же матче «Блэкпул» разгромил на выезде «Уиган Атлетик» со счётом 4:0. Во втором, правда, разгромно проиграли 0:6 «Арсеналу». «Мандариновые» обыграли «Ньюкасл Юнайтед» и «Ливерпуль», причём на выезде, а дома — грозный «Тоттенхэм Хотспур». Однако поражение на «Олд Траффорд» привело к тому, что «Блэкпул» потерял место в АПЛ. Спустя год команда заняла пятое место, но в финале плей-офф проиграла «Вест Хэм Юнайтед». В ноябре 2012 года тренер покинул клуб из-за разногласий с руководством.

### «Кристал Пэлас»
Спустя несколько дней Холлоуэй возглавляет лондонский клуб, который внезапно находился в зоне плей-офф Чемпионшипа. Ему удалось удержать команду, и в мае он зарабатывает с ним «промоушн». В дополнительное время гол Кевина Филлипса с пенальти приносит победу над «Уотфордом» Джанфранко Дзолы. 23 октября 2013 года покинул пост после неудачного старта в сезоне Премьер-лиги.

### «Миллуолл»
В январе 2014-го назначен главным тренером «Миллуолла». Под руководством Холлоуэя команда провела один из худших отрезков в своей истории, и 10 марта 2015 года Холлоуэй был уволен с поста тренера, а его место с приставкой «и. о.» до конца сезона занял легендарный Нил Харрис. На момент отставки «Миллуол» занимал в Чемпионшипе предпоследнее, 23-е, место после 36 туров.

## Достижения

### Игрока
«Бристоль Роверс»
- 1 место в Третьем дивизионе: 1989/90

### Тренера
«Куинз Парк Рейнджерс»
- 2 место во Второй Футбольной лиге Англии: 2003/04

«Блэкпул»
- 1 место в плей-офф Чемпионата Футбольной лиги: 2009/10

«Кристал Пэлас»
- 1 место в плей-офф Чемпионата Футбольной лиги: 2012/13

## Тренерская статистика
Данные откорректированы по состоянию на 10 марта 2015 года
| КПР           | 26 февраля 2001 | 6 февраля 2006  | 170 | 73  | 48  | 49  | 42,93 |
| Плимут Аргайл | 1 июля 2006     | 21 ноября 2007  | 71  | 28  | 23  | 20  | 39,44 |
| Лестер Сити   | 22 ноября 2007  | 30 июня 2008    | 32  | 9   | 8   | 15  | 28,13 |
| Блэкпул       | 1 июля 2009     | 3 ноября 2012   | 161 | 62  | 42  | 57  | 38,51 |
| Кристал Пэлас | 4 ноября 2012   | 23 октября 2013 | 46  | 14  | 14  | 18  | 30,42 |
| Миллуолл      | 7 января 2014   | 10 марта 2015   | 62  | 14  | 19  | 29  | 22,57 |
| Итого         | Итого           | Итого           | 542 | 200 | 154 | 188 | 36,89 |